# Osterhausen (Elleringhausen)
Koordinaten: 51° 20′ 27″ N, 9° 0′ 16″ O
Osterhausen ist eine Dorfwüstung in der Gemarkung von Elleringhausen, einem Ortsteil der Gemeinde Twistetal im nordhessischen Landkreis Waldeck-Frankenberg.

## Lage
Sie liegt auf 241 m Höhe über NHN nördlich von Elleringhausen an der Twiste unweit der Kappelmühle. Die Flurnamen „Auf den Kirchhöfen“, „zu Osterhausen“ und „Osterfeld“ erinnern an die aufgegebene Siedlung.

## Geschichte
Der Ort wurde um 968/969 als „Astereshusun“ und dann um 986/988 als „Ast(i)ereshusun“ in Corveyer Urkunden erstmals schriftlich erwähnt. In den folgenden Jahrhunderten wandelte sich die schriftliche Wiedergabe des Ortsnamens mehrfach: „Assiereshusun“ (um 1020), „Ostirhusen“ (1194), „Hosterhusen“ (1234), „Osterhosen“ (1276), „Osterhusen“ (1276, 1294), „Osterhus“ (13. Jahrhundert) und „Oysterhuzen“ (Anfang 14. Jahrhundert).
Zur Ortsgeschichte sind nur wenige Einzelheiten bekannt. In der zweiten Hälfte des 10. Jahrhunderts erhielt die Reichsabtei Corvey Schenkungen von Gütern in Osterhausen. 1194 bestätigte Erzbischof Adolf von Köln dem Kloster Flechtdorf den Besitz von drei Hufen in Osterhausen. Im Jahre 1234 überwiesen Bernhard und Hermann von Holthusen und Hermann von Itter, der mit einer Tochter Hermanns von Berkule vermählt war und sich nach seinem Umzug auf die Burg Calenberg Hermann von Calenberg nannte, dem Kloster Aroldessen die kleine Kirche in Kapelle im Tausch u. a. gegen Güter in Osterhausen. Im Jahre 1294 belehnte Graf Otto I. von Waldeck Dietrich von Mederike mit vier Hufen in Osterhausen. In der ersten Hälfte des 14. Jahrhunderts hatte auch das Stift Meschede Güterbesitz in Osterhausen, im 15. Jahrhundert ebenso das Kloster Volkhardinghausen. Auch die Grafen von Everstein und das Kloster Wormeln hatten dort Besitz, zumindest im 13. Jahrhundert. Die Abtei Corvey hatte sowohl Güterbesitz als auch Zehnteinkünfte im Ort, mit denen mehrfach Adlige aus der Gegend belehnt wurden, so Gerold von Osterhausen in den Jahren 1336–1359, die Herren von Brunhardessen 1418 und 1454, Werner von Winter 1521, und zuletzt die Grafen von Waldeck. Mit der endgültigen Auflösung des Klosters Volkhardinghausen im Jahre 1576 gingen der Besitz und die Herrschaftsrechte im Ort endgültig an die Grafen von Waldeck.
Der ehemals dem Kloster Volkhardinghausen gehörige Gutshof wurde in den Jahren 1608–1610 etwa 500 m talabwärts in den Bereich des heutigen Guts Bilstein verlegt, und im Jahre 1756 lag die ehemalige Siedlung Osterhausen wüst.